# Jacques Marquet
Jacques Marquet (* 1710 in Paris; † 1782 ebenda), in Spanien auch als Jaime Marquet bezeichnet, war ein französischer Architekt, der vor allem Bauwerke in Spanien schuf.

## Leben
Anfang der 1750er Jahre lernte Jacques Marquet in Paris Fernando de Silva y Álvarez de Toledo, der dort spanischer Botschafter war, kennen. Als dieser nach Madrid zurückging, wurde Marquet dorthin eingeladen. Jacques Marquet schuf für Fernando Álvarez de Toledo, 3. Herzog von Alba (auch „El Gran Duque“ genannt) den Palacio de los duques de Alba in Piedrahíta und wurde von diesem beim Hof von Ferdinand VI. eingeführt. 1755 wurde Marquet in die 'Königliche Akademie der Schönen Künste von San Fernando' Real Academia de Bellas Artes de San Fernando aufgenommen. In der Folgezeit erhielt er zahlreiche Bauaufträge in Madrid, Aranjuez und in San Lorenzo de El Escorial. So plante und errichtete er in den Jahren 1766 bis 1768 an der Puerta del Sol das Hauptpostamt (Casa de Correos).

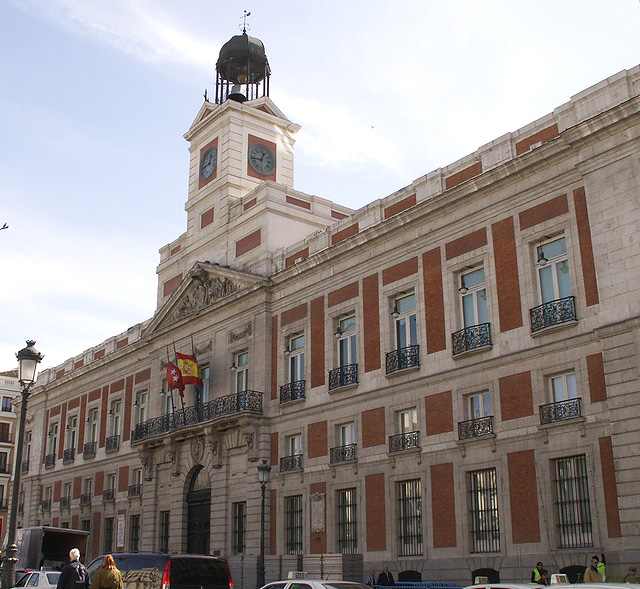
Hauptfassade der Casa de Correos in Madrid

## Werke (Auswahl)
- Kirche San Antonio in Aranjuez (ab 1752)
- Palacio de los duques de Alba in Piedrahíta (1755–66)
- Cocheras de la Reina Madre in Aranjuez (1758)
- Casa de Correos in Madrid (1760–68)
- Gran Teatro in Aranjuez (1767)
- Los Cuarteles de las Reales Guardias Españolas y Walonas in Aranjuez (1770–72)
- Teatro Real Coliseo de Carlos III in San Lorenzo de El Escorial (1771/72)